# De röda bågskyttarna
De röda bågskyttarna, originaltitel The Charge at Feather River, är en amerikansk westernfilm från 1953 regisserad av Gordon Douglas.

## Handling
Två vita kvinnor som tillfångatagits av cheyenneindianderna ska räddas, den ena har blivit renegat och är inte lika villig att bli räddad som hon är villig att gifta sig med stamhövdingen. En av kvinnorna dör och kavalleriet kommer i grevens tid till undsättning vid Feather River, där knivar, pilar, spjut och tomahawker flyger mot biopubliken.

## Om filmen
Filmen är inspelad i 3D-format i Santa Clarita, Valencia, Norco (Santa Ana River) och Vasquez Rocks Natural Area Park, samtliga i Kalifornien, USA. Den hade världspremiär i Vernon, Texas den 30 juni 1953.

## Rollista
- Guy Madison – Miles Archer
- Frank Lovejoy – sergeant Charlie Baker
- Helen Westcott – Anne McKeever
- Vera Miles – Jennie McKeever
- Dub Taylor – Danowicz

### Webbkällor
- De röda bågskyttarna på Internet Movie Database (engelska)